# Улми (Олт)
Улми (рум. Ulmi) насеље је у Румунији у округу Олт у општини Милков. Oпштина се налази на надморској висини од 118 m.

## Становништво
Према подацима из 2002. године у насељу је живело 657 становника, од којих су сви румунске националности.